# Mario Strikers Charged Football
Mario Strikers Charged Football, (kendt som Mario Strikers Charged i USA), er et sports computerspil som er udviklet den canadiske udvikler Next Level Games og udgivet af Nintendo til Wii.